# Friedrich August Lehlbach
Friedrich August Lehlbach, auch Frederick August Lehlbach, (* 29. Januar 1805 in Ladenburg; † 9. September 1875 in Newark) war ein badischer evangelischer Pfarrer und Politiker.
Lehlbach studierte nach dem Besuch des Gymnasiums in Heidelberg evangelische Theologie und Philosophie an den Universitäten Heidelberg und Halle. 1828 wurde er in der evangelischen Kirche Ladenburg ordiniert. Als Geistlicher der Vereinigten Evangelisch-protestantischen Kirche im Großherzogthum Baden war Lehlbach Vikar und ab 1828 Pfarrer an der Christuskirche in Wiesloch und ab 1833 Pfarrer in Neunstetten und von 1841 bis 1849 in Heiligkreuzsteinach.
Bei der Badischen Revolution 1848/49 war er einer der geistigen Führer. Er stellte in den Odenwalddörfern des Steinach-Tals drei Kompanien auf, die sich den Revolutionstruppen anschlossen. Nach der Flucht Friedrich Heckers 1848 wurde Lehlbach für ihn in die Zweite Kammer der Badischen Ständeversammlung gewählt und im Jahr darauf im 17. Bezirk in die verfassunggebende Versammlung. Nachdem die Revolution von Bundestruppen und mehreren preußische Armeekorps unter Prinz Wilhelm niedergeschlagen wurde, floh Lehlbach in die Vereinigten Staaten. In Baden wurde er in Abwesenheit wegen Hochverrats zu neun Jahren Zuchthaus und 9.000 Gulden Geldstrafe verurteilt. In Newark in New Jersey war er von 1849 bis zu seinem Tod Pastor der deutsch-reformierten Kirche.
Sein Sohn Herman Lehlbach (1845–1904) vertrat zwischen 1885 und 1891 den Bundesstaat New Jersey im US-Repräsentantenhaus. Auch sein Enkel Frederick R. Lehlbach (1876–1937) war Kongressabgeordneter für New Jersey.